# Teda
Teda (inhemskt namn: tedaga) är ett nilo-sahariskt språk som talas av tedor i Tchad, Niger och Libyen. År 2009 hade språket cirka 42 500 talare. Språket anses vara hotat. Dess närmaste släktspråk är dazaga.
Teda skrivs med latinska alfabet.